# Yves Delset
Yves Delset est un footballeur et entraîneur français né le 11 mars 1933 à Bessèges et mort le 7 avril 2018 à Portes. Il était milieu de terrain.

## Biographie
Yves Delset joue principalement en faveur de l'Olympique d'Alès. Il dispute 39 matches en Division 1 avec ce club.

## Palmarès
- Champion de France de D2 en 1957 avec l'Olympique d'Alès